# 淋しいアコーディオン
「淋しいアコーディオン」(ロシア語: Одинокая гармонь)は、ロシアの歌曲である。

## 概要
ボリス・アンドレエヴィッチ・モクロウソフ(ロシア語: Борис Андреевич Мокроусов)が、1945年頃に、作曲した曲である。ミハイル・ワシリーヴィッチ・イサコフスキー(ロシア語: Михаил Васильевич Исаковский)が、ロシア語の歌詞をつけた。Одинокая бродит гармонь という題名がつけられている場合もある。当時のソ連でヒットした。また、歌詞なしの演奏も聴かれる。なお、第二次世界大戦の独ソ戦を扱った映画「ヨーロッパの解放」(Освобождение)のエンディングでも使用されている。
また、フランスのイヴ・モンタンがカバーしている。「さびしいアコーディオン」という表記や、「悲しき手風琴」という題名がつけられている文献も存在する。加藤登紀子のCD「ロシアのすたるじい」でも、取り上げられている。